# Farian Sabahi
Farian Sabahi Seyed (Alessandria, 29 novembre 1967) è una giornalista e orientalista italiana. Laureata in Economia Aziendale all’Università Bocconi di Milano e in Storia Orientale a Bologna, ha conseguito il Ph.D. in History of Iran presso la School of Oriental and African Studies di Londra con una tesi sull’Esercito del Sapere durante il regno di Muhammad Reza Pahlavi (1963-79). Ha successivamente svolto ricerca sul campo in Iran sui contratti petroliferi buy-back (per il post-dottorato presso la Facoltà di Economia, Università di Bologna) e sulle zone di libero scambio nel Golfo persico (per l’assegno di ricerca presso l’Istituto di Storia Economica, Università Bocconi).
Si occupa di Medio Oriente, Caucaso e Asia Centrale con una metodologia multidisciplinare che tiene conto della storia, dell’economia, degli aspetti religiosi e culturali, con un’attenzione alle minoranze e alle problematiche di genere. Ha tenuto corsi in atenei italiani e stranieri e nel primo semestre dell'anno accademico 2022-2023 insegna "History and Politics of Iran" e "Journalism" presso la John Cabot University di Roma. È autrice di numerosi articoli scientifici e saggi pubblicati da editori italiani e internazionali. I suoi ultimi libri sono "Storia dello Yemen" (Istituto per l'Oriente C.A. Nallino, Roma 2021), Storia dell’Iran 1890-2020 per Il Saggiatore (2020). È autrice del testo per il teatro Noi donne di Teheran, un racconto – in prima persona femminile – sulle origini della capitale iraniana e sulle sue contraddizioni, sui diritti delle minoranze religiose e delle donne (nuova edizione ottobre 2022 aggiornata alle proteste scatenate il 16 settembre 2022 dalla morte della ventiduenne Mahsa Amini). Donne protagoniste in vari ambiti, sport inclusi, anche se troppo spesso sono state un tassello nella propaganda di regime. Un reading animato dai versi dei grandi poeti persiani e da una buona dose di ironia, per sorridere su temi complessi e abbattere i soliti stereotipi. 
È giornalista professionista iscritta all’Ordine del Piemonte e collabora con testate giornalistiche (Corriere della Sera, il manifesto), programmi televisivi e radiofonici italiani (Radio Popolare, Radio Rai) e stranieri (Radio Svizzera).
Nel 2019 il MAO Museo d’Arte Orientale di Torino ha ospitato la sua mostra fotografica Safar: vite appese a un filo, viaggio in un Medio Oriente che non esiste più (1997-2003).
Come regista ha realizzato i cortometraggi I bambini di Teheran (2018) sui rifugiati polacchi in Iran durante la Seconda guerra mondiale, Out of place (Skytg24, 2009) e Che ne facciamo di Teheran? (Rainews24, 2008); in tutti e tre i video, protagonisti sono israeliani di origine iraniana o con un qualche legame con l’Iran, intrecciando così le vicende iraniane a quelle dello Stato ebraico. È stata protagonista del documentario Minareto mille punti sulla moschea in fase di costruzione a Colle di Val D’Elsa (regia di Pietro Raschillà, con Edoardo Camurri).
Figlia di un iraniano e di una piemontese, racconta le vicende di famiglia nel memoir Non legare il cuore. La mia storia persiana tra due paesi e tre religioni (Solferino, 2018), con cui è stata insignita del Premio Giuditta ad Alessandria, la sua città natale. Un riassunto: Il genero iraniano si concede un caffè e la suocera piemontese ne approfitta per prendere la neonata, salire nella cappella al primo piano della clinica e farla battezzare all’insaputa dei genitori. È l’evento che segna la vita di Farian, figlia di uno dei primi matrimoni misti degli anni Sessanta. Dalle sponde del Tanaro alle rive del Mar Caspio, dai monti Elborz alle colline del Monferrato, Farian cammina su un filo teso tra Oriente e Occidente, scoprendosi discendente dal Profeta Maometto secondo la tradizione sciita, sentendosi bollare come «bastarda» dal professore di religione. Sempre straniera, nomade. Sarà la nascita del figlio Atesh a innescare le domande cruciali sulla fede: per lui, e per se stessa. Così, Farian parte per un viaggio nella memoria e ci porta con sé. Sono mille i colori di questo racconto che intercala lessico persiano e dialetto piemontese, tessendo l’ordito e la trama di una vita che unisce Paesi ed epoche all’apparenza inconciliabili: dall’Italia degli anni di piombo all’Iran della Rivoluzione di Khomeini, e a ritroso nel regno dello scià e nell’Azerbaigian travolto dall’Armata rossa. Quale religione, quale pensiero filosofico, quale appartenenza può comporre le differenze? Forse la libertà che Farian ha fatto sua fin da piccola, in famiglia e con la docente di filosofia del liceo. Una libertà morale e spirituale difesa a oltranza, che trova espressione nel sufismo ma non abita nei dogmi di una confessione. 
L’8 giugno 2016 è stata insignita del premio giornalistico “Con gli occhi di una donna” (Parma).
Il 6 giugno 2011 ha ricevuto il premio Torino Libera, intitolato a Valdo Fusi e organizzato dal Centro Pannunzio Associazione di Libero Pensiero, con la motivazione seguente: «Il Premio intende riconoscere le figure più significative del mondo torinese che hanno realizzato le loro attività attraverso una testimonianza di libertà, di spirito critico, di anticonformismo. Seguendo la migliore tradizione subalpina queste figure hanno saputo guardare oltre le Alpi, secondo l’esempio che fu di Alfieri e Gobetti, Baretti e Cavour che non espressero mai una cultura “sotto la Mole” ma una cultura cosmopolita, internazionale ed europea. In questo contesto si colloca la premiazione di Farian Sabahi che contribuisce, al di là di ogni manicheismo, in modo davvero laico e scientificamente significativo, a facilitare la comprensione del mondo islamico, superando ogni schematismo. Farian Sabahi è un esempio di cosa significhi coniugare cultura e libertà, rigore scientifico ed onestà intellettuale. La sua testimonianza di livello davvero internazionale onora Torino e la sua università di cui è docente».
Il 19 giugno 2010 è stata insignita del Premio Amalfi sezione Mediterraneo con questa motivazione: “Superare la diversità, saper fare la differenza”.
Il 22 maggio 2004 era stata insignita del Premio Mostafà Souhir per la multiculturalità nei media “per la capacità di trattare un tema legato alla multiculturalità con un approccio originale e non stereotipato”.